# 醤油の実
醤油の実（しょうゆのみ）は、長野県、新潟県、山形県、鹿児島県の郷土料理。しょうゆ豆とも呼ばれている。

## 料理の作り方
大豆・白米・大麦を用いて麹にし、焙煎した大豆または黒豆を加え生醤油で仕込み、もろみの状態で発酵熟成する。地域によっては豆麹を原料とする製法もある。かつて、各家庭では、掘り炬燵・豆炭炬燵のなかで保温して各家庭の味の醤油の実が作られていた。
麹の量により、甘味の強いものから、塩味の強いものまで味にはバリエーションがある。
現在では酒屋、土産物として道の駅の売店・土産物店・スーパーで売られている。
発酵食品のため、常温以上では発酵が進み密閉状態であると袋が膨張・破裂することもある。秋～冬～春の滋養食物として重宝されている。